# 3M busz (Békéscsaba)
A békéscsabai 3M jelzésű autóbusz a belvárosi Malom tér és a jaminai Veres Péter utca között közlekedik a 3-as busz kiegészítő járataként. A viszonylatot a Volánbusz Zrt. üzemelteti. Ez az egyik járat, amely hétköznap összeköti Erzsébethely városrészt a belvárossal, valamint az autóbusz- és vasúti pályaudvarral.
A vonalon javarészt Rába Premier 291-es autóbuszok járnak.

## Jellemzői
A járatokat rendszerint sok diák használja, számukra kedvező, hogy Békéscsaba sok oktatási intézménye mellett elhalad a járat, illetve érinti a belváros több pontját is.

## Útvonala
| Veres Péter utca felé | Malom tér felé |
| --- | --- |
| - Malom tér - Gyulai út - Bajza utca - Bánszki utca - Szabadság tér - Bartók Béla út - Petőfi utca - Andrássy út - Temető sor - Orosházi út - Gyár utcai körforgalom - Orosházi út - Bercsényi utca - Veres Péter utca | - Veres Péter utca - Bercsényi utca - Orosházi út - Gyár utcai körforgalom - Orosházi út - Temető sor - Andrássy út - Petőfi utca - Bartók Béla út - Szabadság tér - Bánszki utca - Bajza utca - Gyulai út - Dedinszky Gyula utca - Kórház utca - Malom tér |

## Megállóhelyei
A Veres Péter utca felé a Kórház (Gyulai út), a Malom tér felé a Dedinszky utca (Dedinszky Gyula utca) megállóban állnak meg a buszok.
| 0  | Malom tér végállomás       | 31 | 17M | Csabagyöngye Kulturális Központ, Dr. Réthy Pál-Kórház-Rendelőintézet, Élővíz-csatorna, István Malom, Munkácsy Mihály Múzeum, Széchenyi liget, Turisztikai főpályaudvar |
| 1  | Kórház                     | ∫  | 8, 8A, 8V, 17M Lencsési autóbusz-forduló felé, 20 regionális autóbuszjáratok: Battonya, Doboz, Elek, Gyula, Mezőkovácsháza, Orosháza, Sarkad, Újkígyós | Dr. Réthy Pál Kórház-Rendelőintézet, Munkácsy Mihály Emlékház |
| ∫  | Dedinszky utca             | 29 | 3V, 8V, 17M Malom tér felé | Dr. Réthy Pál Kórház-Rendelőintézet, Jankay Tibor Két Tanítási Nyelvű Általános Iskola (Kis Jankay), Szlovák Gimnázium, Általános Iskola, Óvoda és Kollégium |
| 3  | Sportcsarnok               | 27 | 3V, 8, 8A, 17M regionális autóbuszjáratok: Elek, Gyula, Mezőkovácsháza, Orosháza, Újkígyós | Aldi, Békéscsabai Karácsonyi Lajos Vívó Egyesület, Békéscsabai Városi Sportcsarnok |
| 5  | iskolacentrum              | 25 | 3V, 7F "A" útvonalon, 8, 8A, 17M helyközi-országos autóbuszjáratok: Kecskemét, Szentes regionális autóbuszjáratok: Békésszentandrás, Dombegyház, Elek, Geszt, Gyomaendrőd, Gyula, Mezőkovácsháza, Orosháza, Szarvas, Újkígyós, Vésztő | Aldi, Szent-Györgyi Albert Kollégium, Szent István Egyetem |
| 7  | Szabadság tér              | 23 | 1, 3, 3V, 4, 7F "B" útvonalon, 17, 17M, 17V | Békéscsabai Bartók Béla Művészeti Szakközépiskola, és Alapfokú Művészetoktatási Intézmény, Zeneiskola, Békéscsabai Járási Hivatal, Békéscsabai Városi Önkormányzat, Fegyveres Erők Klubja, Fiume Hotel, Invitel Telepont, Jókai Színház, K&H Bank, Magyar Államkincstár Dél-Alföldi Regionális Igazgatóság, MKB Bank, OTP Bank, Sas Patika, Városháza |
| 9  | Haán Lajos utca            | 21 | 1, 3, 3V, 4, 7F, 17V helyközi-országos autóbuszjáratok: Debrecen, Szeged, Szentes regionális autóbuszjáratok: Battonya, Békésszentandrás, Dombegyház, Elek, Geszt, Gyomaendrőd, Gyula, Mezőkovácsháza, Orosháza, Szarvas, Tótkomlós, Újkígyós, Vésztő | Békéscsabai Belvárosi Általános Iskola és Gimnázium, Békéscsabai Rendőrkapitányság, Békéscsaba 1-es posta, Magyar Államkincstár - Állampénztári Ügyfélszolgálat |
| 11 | Petőfi utca                | 19 | 1, 3, 3V, 4, 7F, 17V | Békéscsabai Petőfi Utcai Általános Iskola |
| 13 | Petőfi liget               | 17 | 1, 3, 3V, 4, 5 Autóbusz-állomás felé, 7, 7F, 8 Linamar felé, 8A Tesco felé, 8V Tesco felé, 17V, 20 Autóbusz-állomás felé | Angyalos-kút, Békéscsabai Petőfi Utcai Általános Iskola, Békéscsabai Kemény Gábor Logisztikai és Közlekedési Szakközépiskola, Trianon tér Csaba Center: Békéscsaba Center Posta, Hervis, Media Markt, Spar, Telenor, T-Pont, Vodafone |
| 14 | Andrássy Gimnázium         | 16 | 1, 3, 3V, 4, 5, 7, 7F, 17V, 20 | Andrássy Gyula Gimnázium és Kollégium, Katonai Igazgatási és Érdekvédelmi Iroda, Reál, VOKE Vasutas Művelődési Háza és Könyvtára |
| 16 | Autóbusz-állomás           | 14 | 1, 3, 3V, 4, 5, 7, 7F, 8, 8A, 8V, 17V, 20 120 (Budapest – Szolnok – Lökösháza), 121 (Békéscsaba – Mezőhegyes – Makó – Újszeged), 128 (Békéscsaba – Kötegyán – Vésztő), 135 (Békéscsaba – Orosháza – Hódmezővásárhely – Szeged) helyközi-országos autóbuszjáratok: Budapest-Népliget, Debrecen, Eger, Hajdúszoboszló, Karcag, Kecskemét, Kunszentmárton, Miskolc, Pécs, Szeged, Szentes, Szolnok, Zalaegerszeg regionális autóbuszjáratok: Battonya, Békés, Békéssámson, Békésszentandrás, Bélmegyer, Csanádapáca, Csorvás, Dévaványa, Doboz, Dombegyház, Elek, Füzesgyarmat, Gerendás, Geszt, Gyomaendrőd, Gyula, Kamut, Kaszaper, Kétsoprony, Kondoros, Köröstarcsa, Kunágota, Medgyesbodzás, Medgyesegyháza, Mezőberény, Mezőkovácsháza, Orosháza, Sarkad, Szabadkígyós, Szarvas, Szeghalom, Telekgerendás, Tótkomlós, Újkígyós, Vésztő | Békéscsaba vasútállomás Helyközi autóbusz-állomás Obi Áruház, Penny Market |
| 18 | Gyár utca                  | 12 | 1, 3, 3V, 4 regionális autóbuszjáratok: Doboz, Telekgerendás | Kézműves Szakközépiskola és Alapfokú Művészeti Iskola, Kondorosi Takarékszövetkezet Gyár utcai körforgalom Orosházi úti felüljáró |
| 20 | Madách utca                | 10 | 1, 3, 3V, 4 regionális autóbuszjáratok: Battonya, Békéssámson, Csanádapáca, Doboz, Kaszaper, Medgyesegyháza, Orosháza, Telekgerendás, Tótkomlós | Erzsébethelyi Általános Iskola, Evangélikus templom, Kútház |
| 22 | Bem utca                   | 8  | 3, 3V, 4 | Jaminai Közösségi Ház |
| 24 | Bercsényi utca             | 6  | 3, 3V, 4 helyközi-országos autóbuszjáratok: Szeged, Szentes regionális autóbuszjáratok: Battonya, Békéssámson, Csanádapáca, Doboz, Gyula, Kaszaper, Medgyesegyháza, Orosháza, Telekgerendás, Tótkomlós | |
| 26 | Tompa utca                 | 4  | közvetlenül: 3, 3V közvetve: 1 mindkét esetben: 4 | |
| 27 | Batsányi utca              | 3  | közvetlenül: 3, 3V közvetve: 1 mindkét esetben: 4 | Coop, Jézus Szíve katolikus templom, Kolozsvári utcai Orvosi Rendelők, Békéscsaba 3-as posta Kapcsolat a Belvárossal: Repülőhíd (kerékpáros és gyalogos forgalom) - cca. 0,45 km |
| 28 | Rózsa utca                 | 2  | közvetlenül: 3, 3V közvetve: 1 mindkét esetben: 4 | |
| 29 | Tavasz utca                | 1  | közvetlenül: 3, 3V közvetve: 1 mindkét esetben: 4 | |
| 30 | Veres Péter utcavégállomás | 0  | 3, 3V, 4 | |

## Külső hivatkozások
- Változik a buszok útvonala, új megállók épülnek - Csabai Mérleg
- A Körös Volán autóbuszainak listája Archiválva 2016. március 5-i dátummal a Wayback Machine-ben
- Utcák és közterületek átnevezése Archiválva 2013. december 19-i dátummal a Wayback Machine-ben
- Közlekedési változások az Orosházi úti felüljáró lezárása után